# چهل و چهارمین مراسم گلدن گلوب
۴۴مین مراسم گلدن گلوب برای ارج نهادن به بهترین فیلم و شوی تلویزیونی سال ۱۹۸۶ در ۳۱ ژانویه سال ۱۹۸۷ برگزار شد.
مگی اسمیت برنده بهترین بازیگر زن در نقش مکمل شد. مگی اسمیت در دوران بازیگری خود جوایز متعددی از جمله بفتا، جایزه اسکار، دو گلدن گلوب، دو جایزه امی، یک لارنس الیویه، دو جایزه انجمن بازیگران نمایش، و یک جایزه تونی را تصاحب کرد. وی همچنین وی هم چنین نقش پروفسور مینروا مک‌گونگال در سری هری پاتر را داشت.
اولیویا دی هاویلند، برنده بهترین بازیگر زن در نقش مکمل در یک، مینی سریال یا فیلم ساخته شده برای تلویزیون شد.

## برندگان و نامزدها

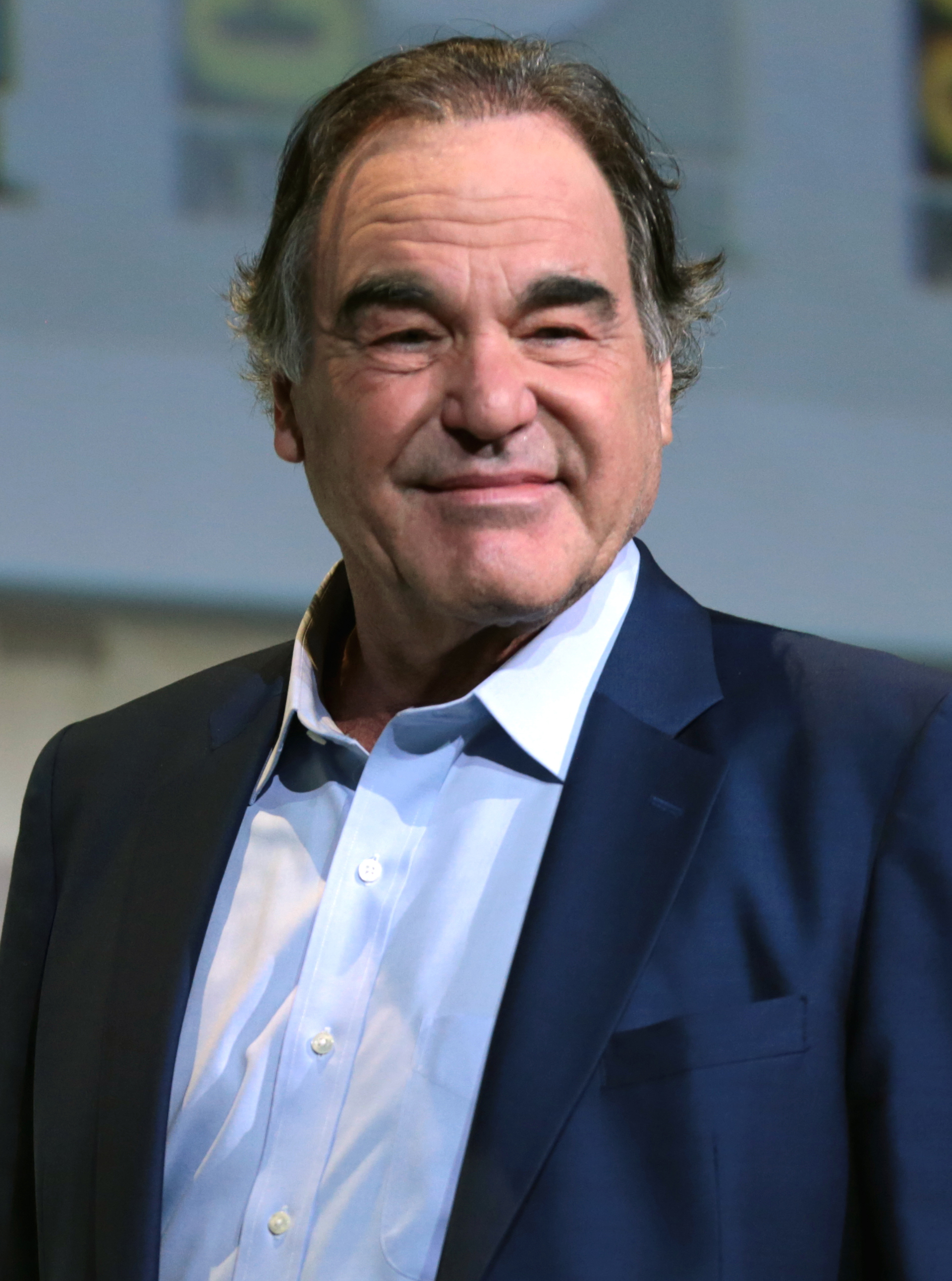
الیور استون — Best Director, winner

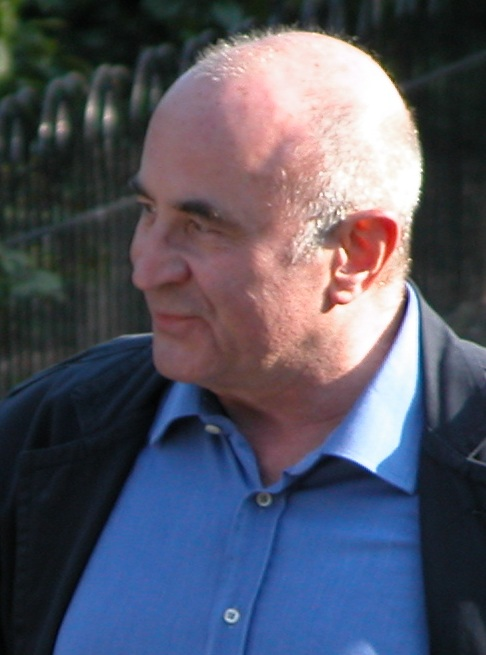
باب هاسکینز — Best Actor in a Motion Picture, Drama winner

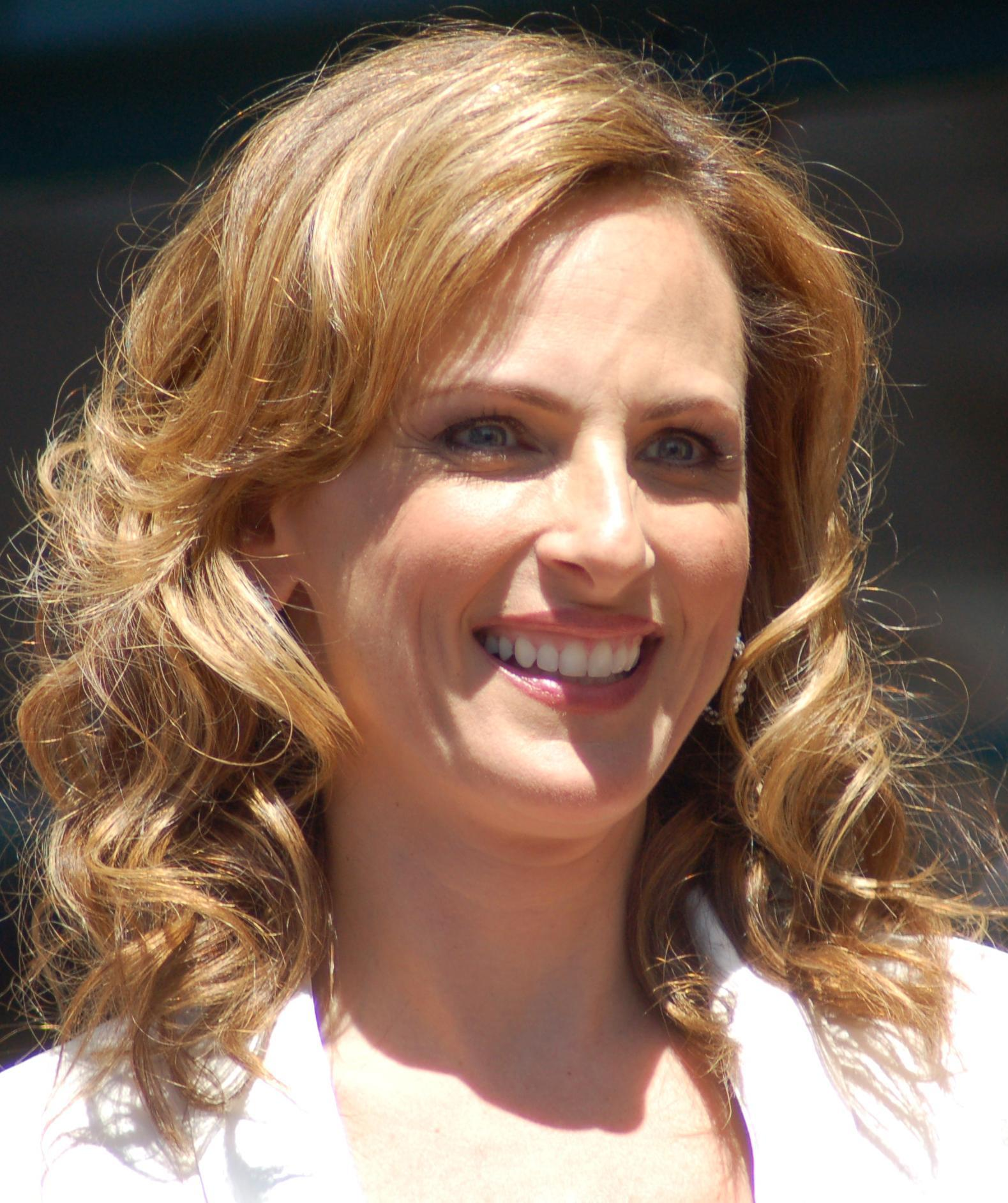
مارلی متلین — Best Actress in a Motion Picture, Drama winner

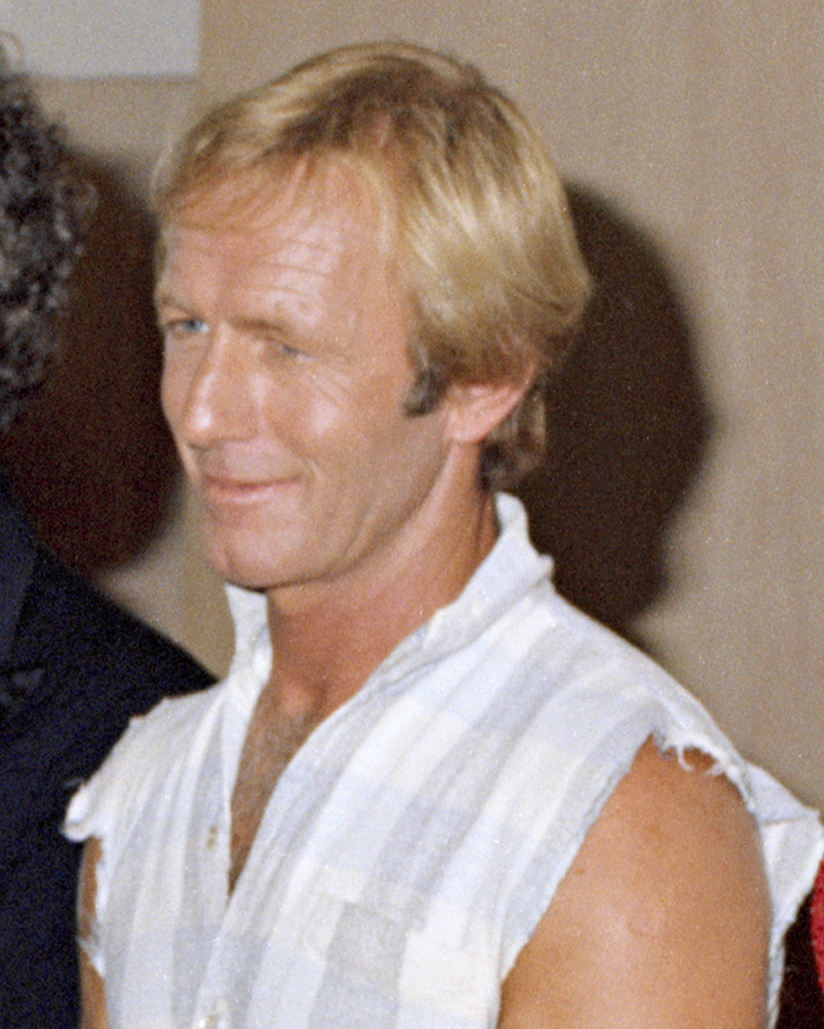
پل هوگان — Best Actor in a Motion Picture, Comedy or Musical winner

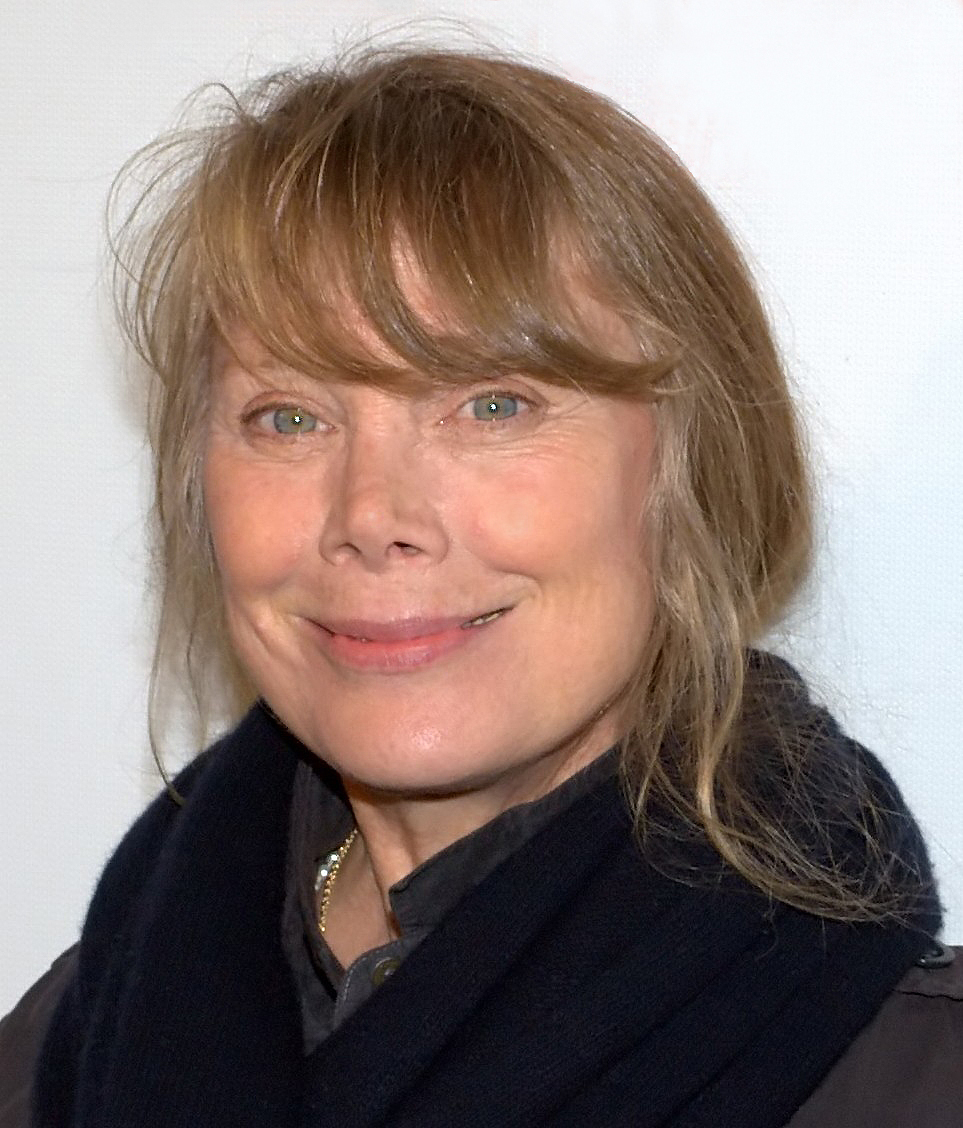
سیسی اسپیسک — Best Actress in a Motion Picture, Comedy or Musical winner

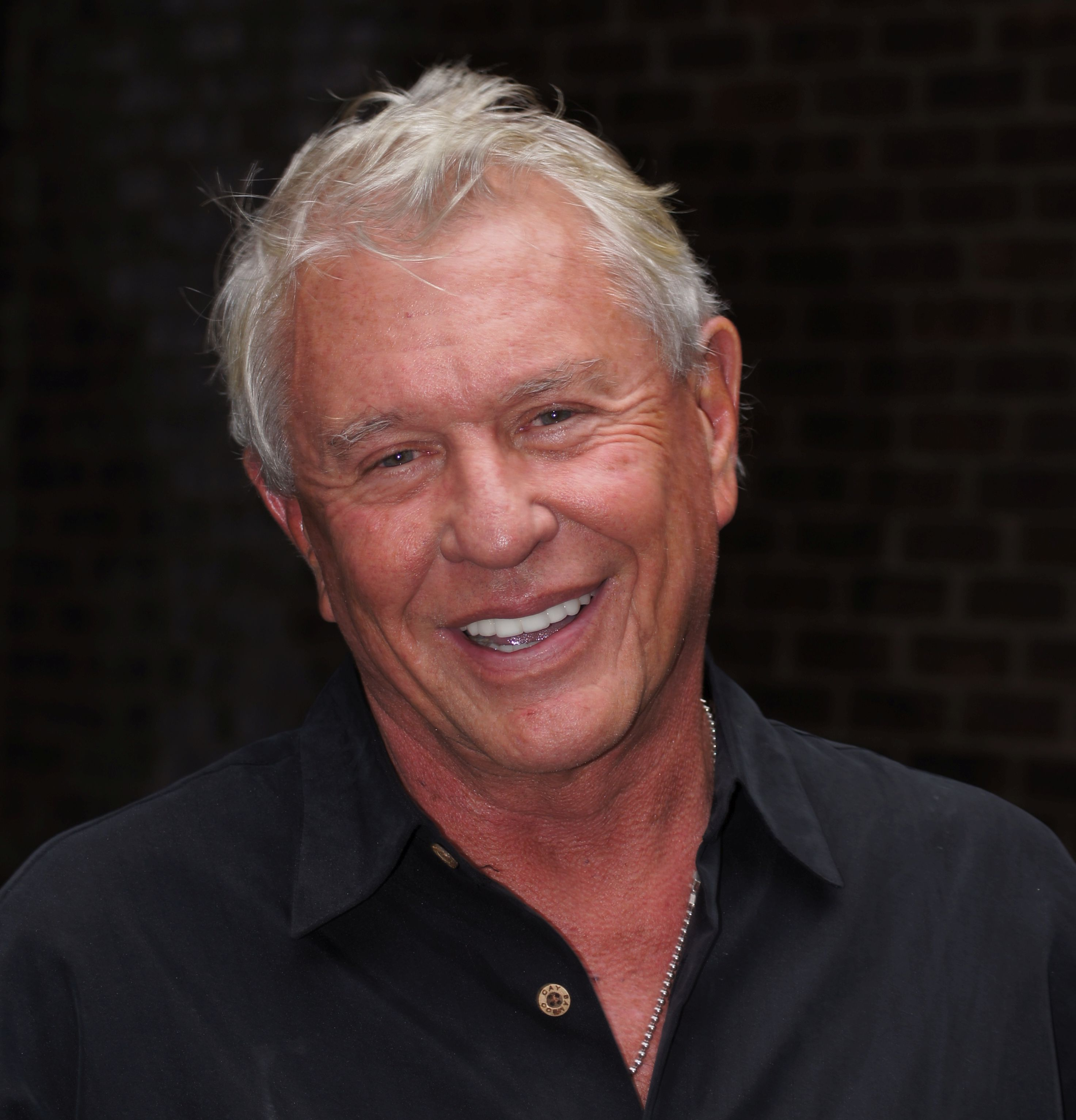
تام برنگر — Best Supporting Actor in a Motion Picture, Drama, Comedy or Musical winner

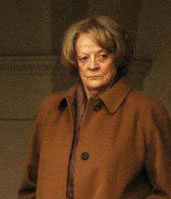
مگی اسمیت — Best Supporting Actress in a Motion Picture, Drama, Comedy or Musical winner

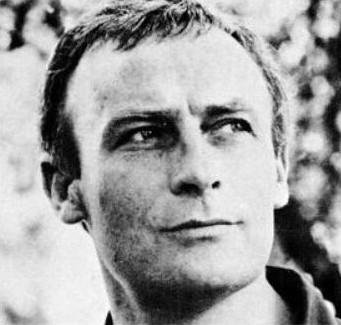
ادوارد وودوارد — Best Actor in a Television Series, Drama winner

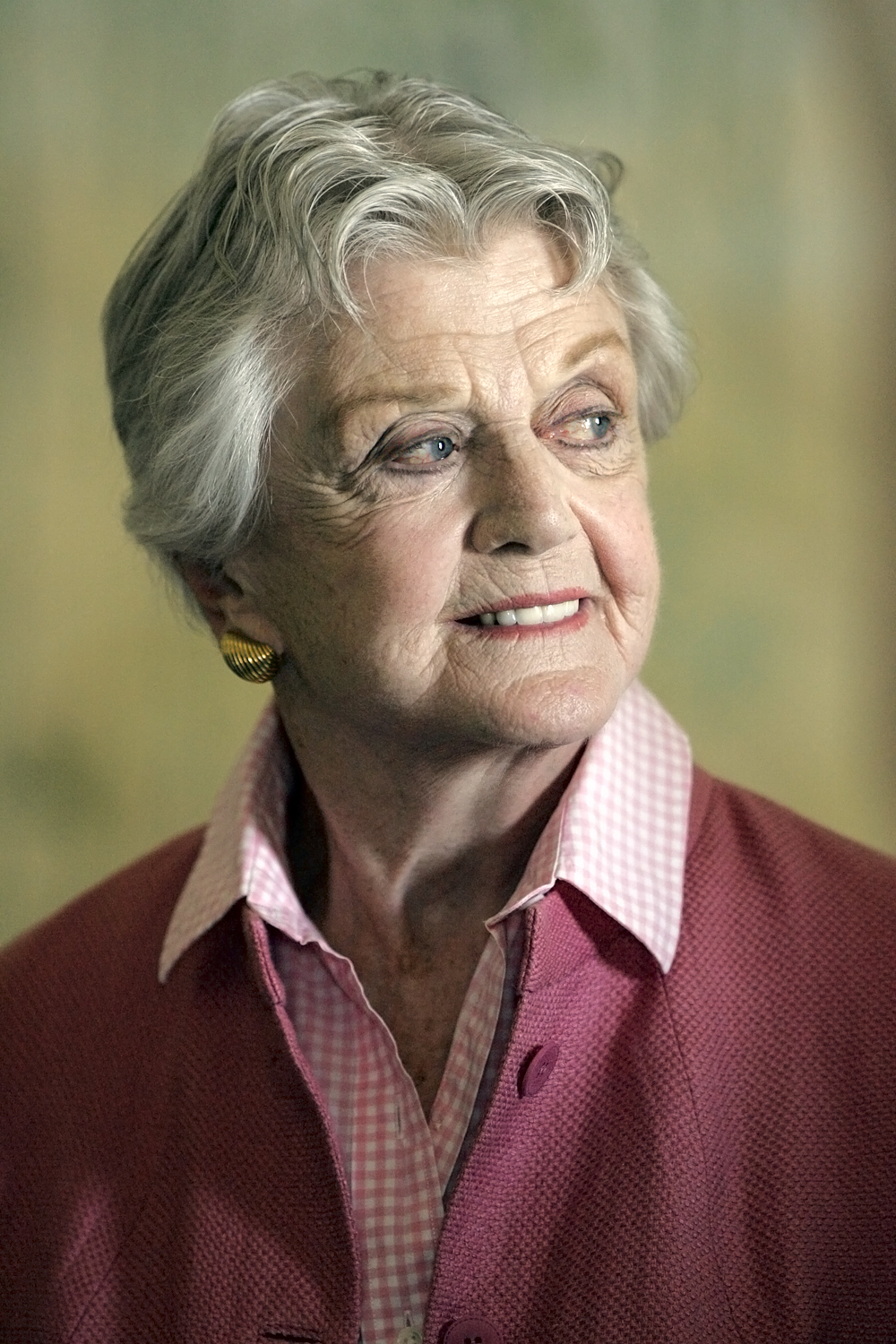
آنجلا لنسبوری — Best Actress in a Television Series, Drama winner

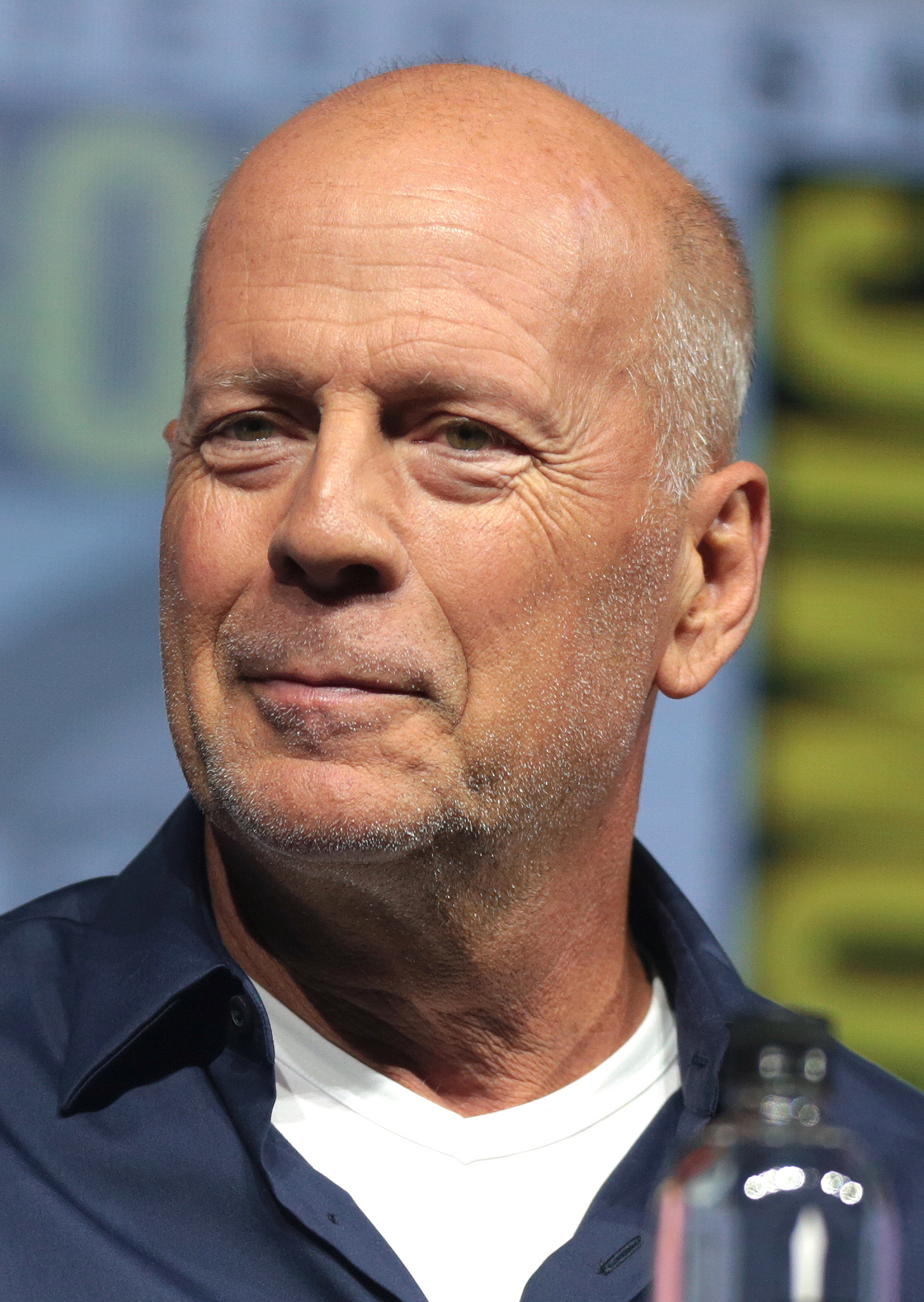
بروس ویلیس — Best Actor in a Television Series, Comedy or Musical winner

سیبل شفرد — Best Actress in a Television Series, Comedy or Musical winner

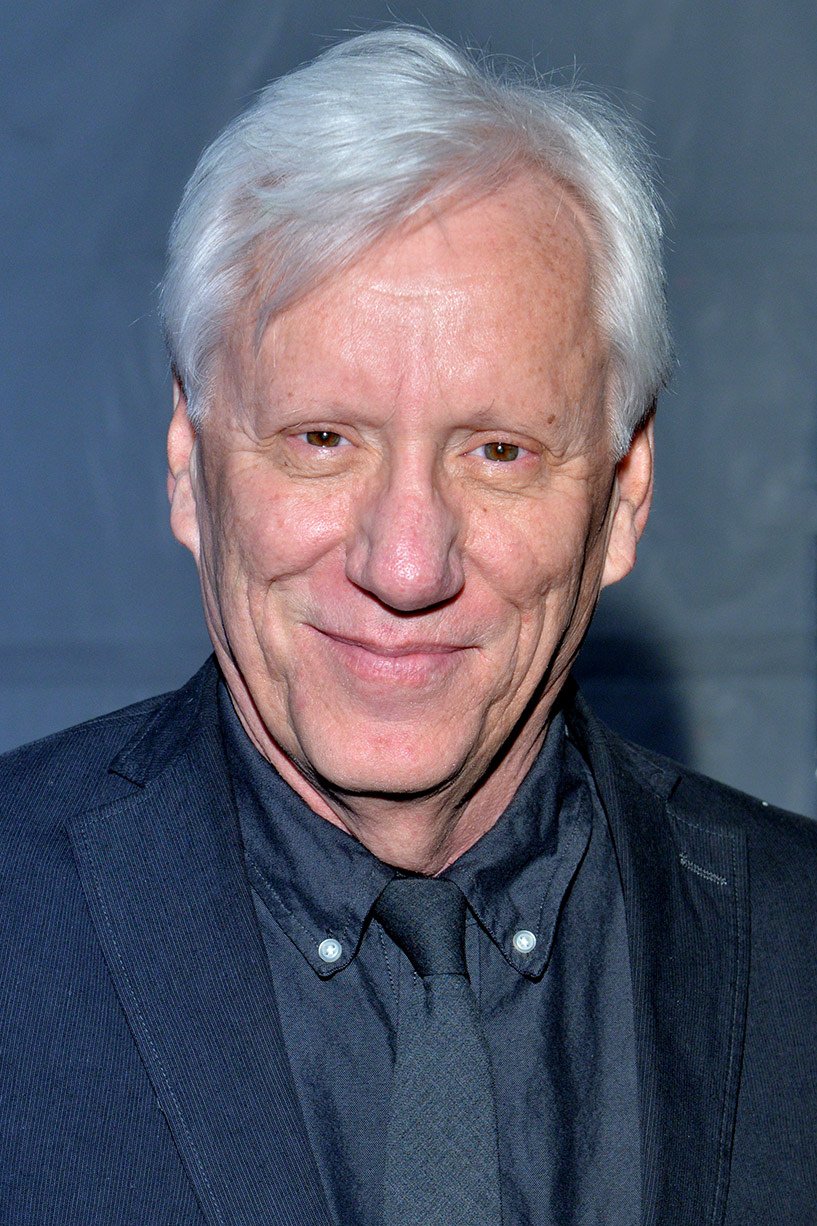
جیمز وودز — Best Actor in a Miniseries or Television Film, winner

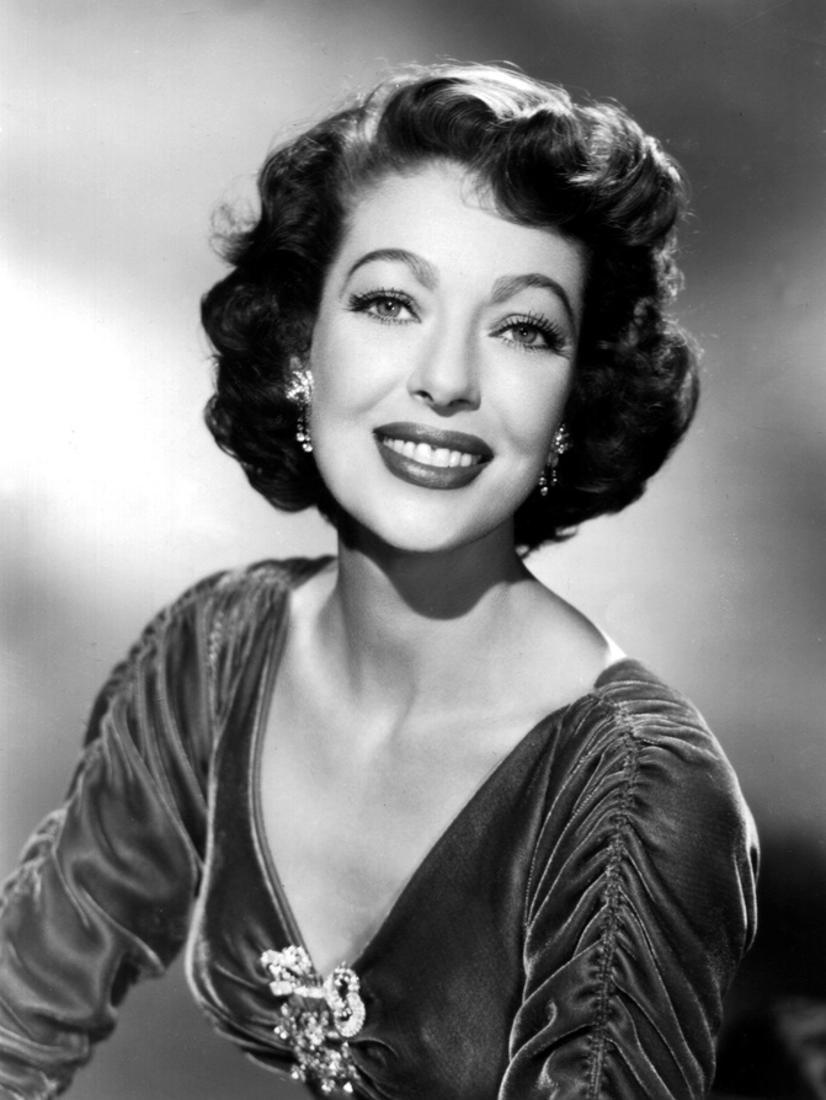
لرتا یانگ — Best Actress in a Miniseries or Television Film, winner

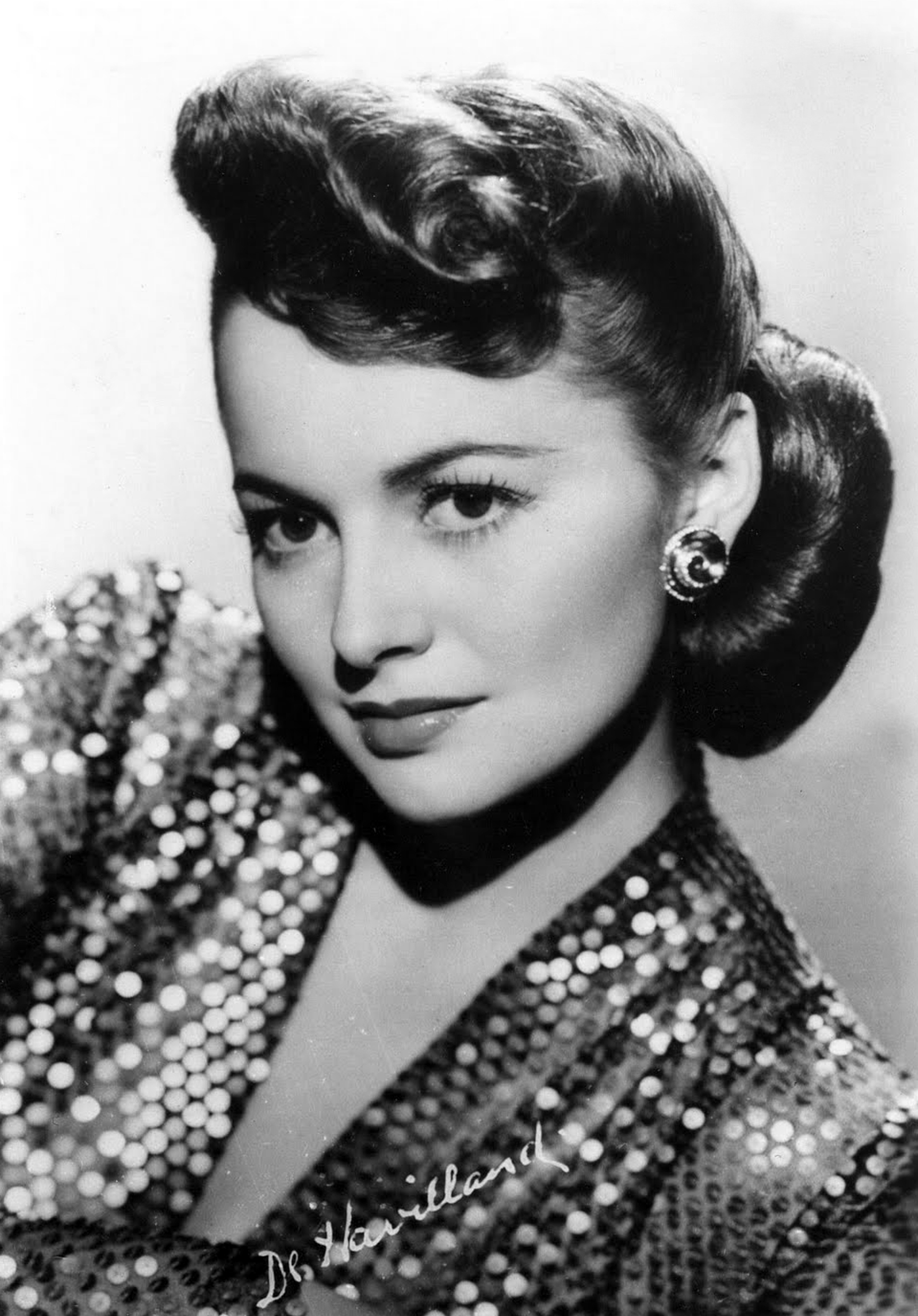
اولیویا دی هاویلند — Best Supporting Actress in a Series, Miniseries or Motion Picture Made for Television, winner

### فیلم
| Best Motion Picture | Best Motion Picture |
| جایزه گلدن گلوب بهترین فیلم – درام | جایزه گلدن گلوب بهترین فیلم – موزیکال یا کمدی |
| --- | --- |
| - جوخه (فیلم ۱۹۸۶) - فرزندان یک خدای کوچکتر - مأموریت (فیلم ۱۹۸۶) - مونا لیزا (فیلم) - اتاقی با یک چشم‌انداز (فیلم ۱۹۸۵) - کنار من بمان (فیلم) | - هانا و خواهرانش - جنایت‌های دل (فیلم) - داندی کروکودیل - Down and Out in Beverly Hills - فروشگاه کوچک ترسناک (فیلم ۱۹۸۶) - پگی سو ازدواج کرد |
| Best Performance in a Motion Picture – Drama | |
| جایزه گلدن گلوب بهترین بازیگر مرد – فیلم درام | جایزه گلدن گلوب بهترین بازیگر زن – فیلم درام |
| - باب هاسکینز – مونا لیزا (فیلم) as George - هریسون فورد – ساحل پشه as Allie Fox - دکستر گوردون – نزدیک نیمه‌شب (فیلم) as Dale Turner - ویلیام هرت – فرزندان یک خدای کوچکتر as James Leeds - جرمی آیرونز – مأموریت (فیلم ۱۹۸۶) as Father Gabriel - پل نیومن – رنگ پول as Fast Eddie Felson | - مارلی متلین – فرزندان یک خدای کوچکتر as Sarah Norman - جولی اندروز – دوئت برای یکی as Stephanie Anderson - آن بنکرافت – 'night, Mother as Thelma Cates - فارا فاست – Extremities as Marjorie - سیگورنی ویور – بیگانه‌ها as الن ریپلی |
| Best Performance in a Motion Picture – Comedy or Musical | |
| جایزه گلدن گلوب بهترین بازیگر مرد – فیلم موزیکال یا کمدی | جایزه گلدن گلوب بهترین بازیگر زن – فیلم موزیکال یا کمدی |
| - پل هوگان – داندی کروکودیل as Michael "Crocodile" Dundee - متیو برودریک – مرخصی فریس بولر as Ferris Bueller - جف دانیلز – چیزی وحشی (فیلم ۱۹۸۶) as Charles Driggs - دنی دویتو – Ruthless People as Sam Stone - جک لمون – That's Life! as Harvey Fairchild                                | - سیسی اسپیسک – جنایت‌های دل (فیلم) as Babe Botrelle / Rebecca MaGrath - جولی اندروز – زندگی همین است! (فیلم) as Gillian Fairchild - ملانی گریفیث – چیزی وحشی (فیلم ۱۹۸۶) as Audrey Hankel / Lulu - بت میدلر – Down and Out in Beverly Hills as Barbara Whiteman - کاتلین ترنر – پگی سو ازدواج کرد as Peggy Sue Kelcher-Bodell |
| Best Supporting Performance in a Motion Picture – Drama, Comedy or Musical | |
| جایزه گلدن گلوب بهترین بازیگر نقش مکمل مرد | جایزه گلدن گلوب بهترین بازیگر نقش مکمل زن |
| - تام برنگر – جوخه (فیلم ۱۹۸۶) as Staff Sergeant Bob Barnes - مایکل کین – هانا و خواهرانش as Elliot - دنیس هاپر – مخمل آبی as Frank Booth - دنیس هاپر – هوزیرها as Shooter Flatch - ری لیوتا – چیزی وحشی (فیلم ۱۹۸۶) as Ray Sinclair                                                      | - مگی اسمیت – اتاقی با یک چشم‌انداز (فیلم ۱۹۸۵) as Charlotte Bartlett - لیندا کازلاوسکی – داندی کروکودیل as Sue Charlton - مری الیزابت ماسترانتونیو – رنگ پول as Carmen - کتی تایسن – مونا لیزا (فیلم) as Simone - دایان ویست – هانا و خواهرانش as Holly |
| Other | |
| جایزه گلدن گلوب بهترین کارگردانی | جایزه گلدن گلوب بهترین فیلم‌نامه |
| - الیور استون – جوخه (فیلم ۱۹۸۶) - وودی آلن – هانا و خواهرانش - جیمز آیووری – اتاقی با یک چشم‌انداز (فیلم ۱۹۸۵) - رولند جافه – مأموریت (فیلم ۱۹۸۶) - راب راینر – کنار من بمان (فیلم) | - مأموریت (فیلم ۱۹۸۶) – رابرت بولت - مخمل آبی – دیوید لینچ - هانا و خواهرانش – وودی آلن - مونا لیزا (فیلم) – نیل جردن and دیوید لیلند - جوخه (فیلم ۱۹۸۶) – الیور استون |
| جایزه گلدن گلوب بهترین موسیقی | جایزه گلدن گلوب بهترین ترانه غیراقتباسی |
| - مأموریت (فیلم ۱۹۸۶) – انیو موریکونه - فروشگاه کوچک ترسناک (فیلم ۱۹۸۶) – مایلز گودمن - ساحل پشه – موریس ژار - نزدیک نیمه‌شب (فیلم) – هربی هنکاک - تاپ گان – هارولد فالترمایر | - "Take My Breath Away" (جورجو مورودر and تام ویتلاک) – تاپ گان - "Glory of Love" (Peter Cetera and دیوید فاستر) – بچه کاراته‌کار، قسمت دوم - "Life in a Looking Glass" (هنری مانچینی and لسلی بریکوس) – زندگی همین است! (فیلم) - "Somewhere Out There" (جیمز هورنر, Barry Mann and Cynthia Weil) – An American Tail - "Sweet Freedom" (راد تمپرتون) – دویدن از ترس (فیلم ۱۹۸۶) - "They Don't Make Them Like They Used To" (برت بکراک and کارول بیر سیجر) – Tough Guys |
| جایزه گلدن گلوب بهترین فیلم غیر انگلیسی‌زبان | |
| - حمله (فیلم ۱۹۸۶) (هلند) - بتی بلو (فرانسه) - جینجر و فرد (ایتالیا) - اتلو (فیلم ۱۹۸۶) (ایتالیا) - Three Men and a Cradle (3 hommes et un couffin) (فرانسه) | |

The following films received multiple nominations:
| Nominations | Title                            |
| ----------- | -------------------------------- |
| 5           | هانا و خواهرانش                  |
| 5           | The Mission                      |
| 4           | مونا لیزا (فیلم)                 |
| 4           | جوخه (فیلم ۱۹۸۶)                 |
| 3           | فرزندان یک خدای کوچکتر           |
| 3           | داندی کروکودیل                   |
| 3           | اتاقی با یک چشم‌انداز (فیلم ۱۹۸۵) |
| 3           | چیزی وحشی (فیلم ۱۹۸۶)            |
| 3           | زندگی همین است! (فیلم)           |
| 2           | مخمل آبی                         |
| 2           | رنگ پول                          |
| 2           | جنایت‌های دل (فیلم)               |
| 2           | Down and Out in Beverly Hills    |
| 2           | فروشگاه کوچک ترسناک (فیلم ۱۹۸۶)  |
| 2           | ساحل پشه                         |
| 2           | پگی سو ازدواج کرد                |
| 2           | نزدیک نیمه‌شب (فیلم)              |
| 2           | کنار من بمان (فیلم)              |
| 2           | تاپ گان                          |

The following films received multiple wins:
| Wins | Title       |
| ---- | ----------- |
| 3    | Platoon     |
| 2    | The Mission |

### Television
| Best Television Series | Best Television Series |
| جایزه گلدن گلوب بهترین مجموعه تلویزیونی – درام | جایزه گلدن گلوب بهترین مجموعه تلویزیونی – موزیکال یا کمدی |
| --- | --- |
| - L.A. Law - Cagney & Lacey - دودمان (مجموعه تلویزیونی ۱۹۸۱) - Miami Vice - Murder, She Wrote - St. Elsewhere | - دختران زرین - چیرز - The Cosby Show - Family Ties - Moonlighting |
| Best Performance in a Television Series – Drama | |
| جایزه گلدن گلوب بهترین بازیگر مرد – مجموعه تلویزیونی درام | جایزه گلدن گلوب بهترین بازیگر زن – مجموعه تلویزیونی درام |
| - ادوارد وودوارد – برابرساز (مجموعه تلویزیونی) as Robert McCall - ویلیام دیون – Knots Landing as Greg Sumner - جان فورسایث – دودمان (مجموعه تلویزیونی ۱۹۸۱) as Blake Carrington - دان جانسون – Miami Vice as Sonny Crockett - تام سلک – Magnum, P.I. as Thomas Magnum       | - آنجلا لنسبوری – Murder, She Wrote as Jessica Fletcher - جوآن کالینز – دودمان (مجموعه تلویزیونی ۱۹۸۱) as Alexis Carrington - تاین دالی – Cagney & Lacey as Mary Beth Lacey - شارون گلس – Cagney & Lacey as Christine Cagney - کانی سله‌کا – Hotel as Christine Francis                                                                          |
| Best Performance in a Television Series – Comedy or Musical | |
| جایزه گلدن گلوب بهترین بازیگر مرد – مجموعه تلویزیونی موزیکال یا کمدی | جایزه گلدن گلوب بهترین بازیگر زن – مجموعه تلویزیونی موزیکال یا کمدی |
| - بروس ویلیس – Moonlighting as David Addison - بیل کازبی – The Cosby Show as Cliff Huxtable - تد دنسن – چیرز as Sam Malone - تونی دنزا – Who's the Boss? as Tony Micelli - مایکل جی. فاکس – Family Ties as Alex P. Keaton                                                   | - سیبل شفرد – Moonlighting as Maddie Hayes - بیتریس آرتور – دختران زرین as Dorothy Zbornak - ایستل گتی – دختران زرین as Sophia Petrillo - رو مک‌کلاناهان – دختران زرین as Blanche Devereaux - بتی وایت – دختران زرین as Rose Nylund |
| Best Performance in a Miniseries or Television Film | |
| جایزه گلدن گلوب بهترین بازیگر مرد – مجموعه تلویزیونی کوتاه یا فیلم تلویزیونی | جایزه گلدن گلوب بهترین بازیگر زن – مجموعه تلویزیونی کوتاه یا فیلم تلویزیونی |
| - جیمز وودز – قول (فیلم ۱۹۸۶) as D.J. - جیمز گارنر – قول (فیلم ۱۹۸۶) as Bob Buehler - مارک هارمون – The Deliberate Stranger as تد باندی - یان نیکلاس – Peter the Great as پتر یکم - جان ریتر – Unnatural Causes as Frank Coleman                                            | - لرتا یانگ – Christmas Eve as Amanda Kingsley - فارا فاست – Nazi Hunter: The Beate Klarsfeld Story as Beate Klarsfeld - ایمی اروینگ – Anastasia: The Mystery of Anna as آنا اندرسون - ونسا ردگریو – Second Serve as رنه ریچاردز - مارلو توماس – Nobody's Child as Marie Balter                                                                 |
| Best Supporting Performance - TV Series, Miniseries or Television Film | |
| جایزه گلدن گلوب بهترین بازیگر نقش مکمل مرد – سریال، سریال کوتاه یا فیلم تلویزیونی | جایزه گلدن گلوب بهترین بازیگر نقش مکمل زن – سریال، سریال کوتاه یا فیلم تلویزیونی |
| - یان نیکلاس – Anastasia: The Mystery of Anna as Prince Erich - تام کونتی – Nazi Hunter: The Beate Klarsfeld Story as سرژ کلارزفلد - جان هیلرمن – Magnum, P.I. as Jonathan Higgins - تروور هاوارد – Christmas Eve as Maitland - ران لیبمن – Christmas Eve as Morris Huffner | - اولیویا دی هاویلند – Anastasia: The Mystery of Anna as ماریا فیودوروونا - ژاستین بیتمن – Family Ties as Mallory Keaton - پایپر لوری – قول (فیلم ۱۹۸۶) as Annie Gilbert - لیلی پالمر – Peter the Great as ناتالیا ناریشکینا - جرالدین پیج – Nazi Hunter: The Beate Klarsfeld Story as Itta Halaunbrenner - رئا پرلمان – چیرز as Carla Tortelli |
| جایزه گلدن گلوب بهترین مجموعه تلویزیونی کوتاه یا فیلم تلویزیونی | |
| - قول (فیلم ۱۹۸۶) - Anastasia: The Mystery of Anna - Christmas Eve - Nobody's Child - Peter the Great - Unnatural Causes | |

The following programs received multiple nominations:
| Nominations | Title                                  |
| ----------- | -------------------------------------- |
| 4           | Anastasia: The Mystery of Anna         |
| 4           | Christmas Eve                          |
| 4           | دختران زرین                            |
| 4           | قول (فیلم ۱۹۸۶)                        |
| 3           | Cagney & Lacey                         |
| 3           | چیرز                                   |
| 3           | دودمان (مجموعه تلویزیونی ۱۹۸۱)         |
| 3           | Family Ties                            |
| 3           | Moonlighting                           |
| 3           | Nazi Hunter: The Beate Klarsfeld Story |
| 3           | Peter the Great                        |
| 2           | The Cosby Show                         |
| 2           | Magnum P.I.                            |
| 2           | Miami Vice                             |
| 2           | Murder, She Wrote                      |
| 2           | Nobody's Child                         |
| 2           | Unnatural Causes                       |

The following programs received multiple wins:
| Wins | Title                          |
| ---- | ------------------------------ |
| 2    | Anastasia: The Mystery of Anna |
| 2    | Moonlighting                   |
| 2    | Promise                        |

## Ceremony

### Presenters
- David Anspaugh
- استفانی بیچام
- Heidi Bohay
- بروس باکسلیتنر
- جیمز برولین
- داین کارول
- تونی کرتیس
- John Daly
- اولیویا دی هاویلند
- ربکا د مورنی
- کارتر دهیون
- Derek Gibson
- ووپی گلدبرگ
- استیو گوتنبرگ
- جرج همیلتون (هنرپیشه)
- چارلتون هستون
- دنیس هاپر
- استیسی کیچ
- جان لاروکات
- هتر لاکلیر
- ملیسا منچستر
- مارشا ماسون
- بیل مدلی
- دونا میلز
- ملبا مور
- پت موریتا
- Gary Morris
- Angelo Pizzo
- تام سلک
- جین سیمور (بازیگر)
- جاکلین اسمیت
- Toni Tennille
- جوآن ون آرک
- جان ویت
- رابرت واگنر
- لزلی ان وارن

### جایزه گلدن گلوب سیسیل بی. دمیل
آنتونی کوئین

## تفکیک جوایز
The following networks received multiple nominations:
| Nominations | Network                 |
| ----------- | ----------------------- |
| 30          | ان‌بی‌سی                  |
| 11          | شرکت پخش رسانه‌ای آمریکا |
| 10          | سی‌بی‌اس                  |
| 4           | شبکه هالمارک            |

The following networks received multiple wins:
| Wins | Network  |
| ---- | -------- |
| 2    | NBC      |
| 2    | ABC      |
| 2    | Hallmark |